# فهرست پیروزی‌های آیرتون سنا در مسابقات جایزه بزرگ فرمول یک

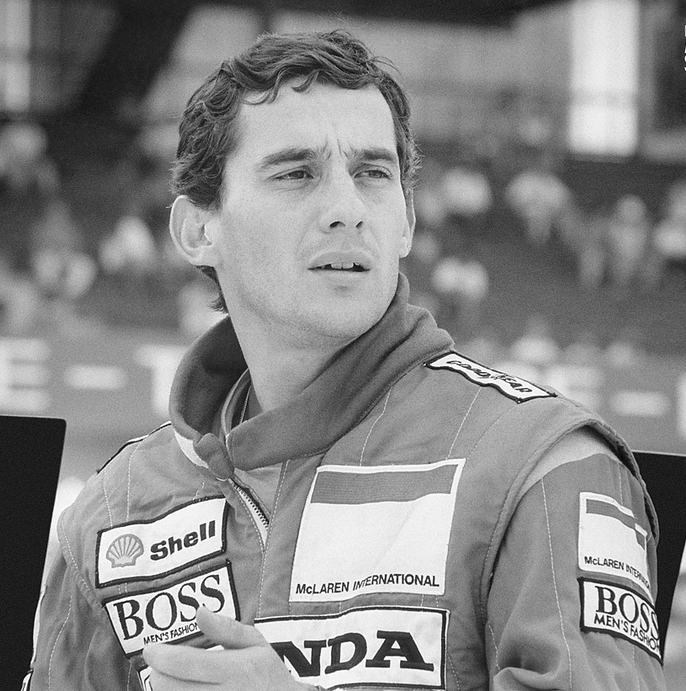
آیرتون سنا پیش از مرگش در سال ۱۹۹۴، در ۴۱ مسابقهٔ فرمول یک پیروز شد و سه بار عنوان قهرمانی جهان را کسب کرد.

آیرتون سنا رانندهٔ مسابقه‌ای اهل برزیل بود که در مسابقات جهانی فرمول یک سه‌بار به عنوان قهرمانی جهان دست یافت. او در سال ۱۹۸۴ با تیم تول‌من وارد فرمول یک شد، اما پس از یک فصل به تیم لوتوس منتقل شد. او پیش از آنکه در سال ۱۹۸۸ به مک‌لارن بپیوندد، سه سال را با لوتوس سپری کرده‌بود. در طول پنج سال بعدی، رقابت قابل توجهی بین سنا و آلن پروست، که یک رانندهٔ پیشتاز در فرمول یک بود، جریان یافت و حوادث مسابقه‌ای و تصادف‌های مهمی میان این دو راننده به وقوع پیوست. سنا هر سه مقام قهرمانی جهان خود در مسابقات فرمول یک را در فصل‌های ۱۹۸۸، ۱۹۹۰ و ۱۹۹۱ و در دورهٔ شش سالهٔ همکاری خود با تیم مک‌لارن کسب کرد. او قصد داشت برای فصل ۱۹۹۲ به تیم ویلیامز ملحق شود؛ اما به واسطهٔ یکی از ماده‌های موجود در قرارداد آلن پروست، از این جابجایی منع شد. او در نهایت در فصل ۱۹۹۴ به ویلیامز پیوست، اما در سومین مسابقهٔ فصل و در حالی که پیشتاز مسابقهٔ جایزه بزرگ سان مارینو بود، در یک تصادف کشته شد. سنا یکی از برجسته‌ترین و موفق‌ترین رانندگان فرمول یک در دوران مدرن بود و برخی او را برترین رانندهٔ مسابقات اتومبیل‌رانی در تمام دوران می‌دانند.
سنا نخستین پیروزی خود در مسابقات فرمول یک را در ۲۱ آوریل ۱۹۸۵ در جایزه بزرگ پرتغال کسب کرد. جان بلاندسن از نیویورک تایمز پیروزی او در این مسابقه را «یکی از بارزترین نمونه‌های توانایی محض در رانندگی» دانسته‌است؛ با این حال پاتریک تامبی، رانندهٔ سابق مسابقات فرمول یک، این مسابقه را با توجه به «آب‌گرفتگی خیلی خیلی زیاد در همه‌جا، وجود ابرها در ارتفاع خیلی کم و نور خیلی ضعیف»، یک کابوس تلقی کرده‌است. سنا در هر یک از سه فصلی که برای تیم لوتوس رانندگی می‌کرد، در دو مسابقه پیروز شد و پس از آن برای فصل ۱۹۸۸ به مک‌لارن پیوست. او در اولین سال حضورش در مک‌لارن نخستین مقام قهرمانی جهان فرمول یک خود را کسب کرد و در زمینهٔ تعداد پیروزی در مسابقه‌ها نیز موفقیت‌آمیزترین فصل را پشت سر گذاشت. او با کسب هشت پیروزی در این فصل، موفق به ثبت رکوردی جدید برای بیشترین پیروزی در طول یک فصل شد؛ رکوردی که پیش از این با هفت برد در طول یک فصل در اختیار جیم کلارک بود. سنا در سه فصل بعدی با مک‌لارن توانست در هر فصل دست کم شش پیروزی را از آن خود کند و دو قهرمانی جهانی دیگر را نیز در فصل‌های ۱۹۹۰ و ۱۹۹۱ به دست آورد. او در فصل ۱۹۹۲ تنها در دو مسابقه پیروز شد. آخرین برد او در فرمول یک در مسابقهٔ نهایی فصل ۱۹۹۳ و در جایزه بزرگ استرالیا حاصل شد. به‌طور کلی سنا در هفده پیست مختلف مجموعاً ۴۱ بار مسابقه را در جایگاه نخست به پایان رساند.
سنا از مجموع ۴۱ پیروزی خود، ۳۵ مورد را با تیم مک‌لارن به دست آورد که ۳۲ مورد آن‌ها با خودروهایی مجهز به موتور هوندا کسب شدند. از بین ۹ پیروزی دیگر، پنج مورد با خودروهای مجهز به موتور فورد و چهار مورد نیز با موتورهای رنو به دست آمدند. او در پیست موناکو بیش از هر پیست دیگری موفق بود و در طول دوران فعالیت حرفه‌ای خود مجموعاً شش بار در این پیست به پیروزی دست یافت. او از فصل ۱۹۸۹ تا فصل ۱۹۹۳ رکورد پنج برد پیاپی در این پیست را به‌نام خود ثبت کرد. بیشترین تفاضل زمانی او در کسب پیروزی برابر با ۱:۲۳٫۱۹۹ در جایزه بزرگ اروپا ۱۹۹۳ و کمترینِ آن برابر با ۰٫۰۱۴ در رقابت با نایجل منسل در جایزه بزرگ اسپانیا ۱۹۸۶ بود که یکی از نزدیک‌ترین پیروزی‌ها در تاریخ فرمول یک است.

## پیروزی‌ها
کلید:
- شماره – شمارهٔ پیروزی؛ به‌عنوان مثال، «۱» نشانگر نخستین پیروزی سنا در مسابقه است.
- مسابقه – شمارهٔ مسابقه؛ به‌عنوان مثال، «۱» نشانگر نخستین مسابقه‌ای است که سنا در آن شرکت کرده‌است. مسابقاتی که تلاش سنا برای احراز صلاحیت در آن‌ها ناکام بوده‌است را نیز شامل می‌شود.
- صف – جایگاهی در صف شروع که سنا مسابقه را از آن جایگاه آغاز کرده‌است.
- تفاضل – تفاضل پیروزی که به شکل دقیقه:ثانیه٫میلی‌ثانیه درج شده‌است.
- – فصلی که سنا در آن عنوان قهرمانی جهان را کسب کرده‌است.

| شماره | مسابقه | تاریخ           | فصل  | گراند پری    | پیست                                       | صف | تفاضل    | تیم    | موتور | شاسی      | منبع          |
| ----- | ------ | --------------- | ---- | ------------ | ------------------------------------------ | -- | -------- | ------ | ----- | --------- | ------------- |
| ۱     | ۱۷     | ۲۱ آوریل ۱۹۸۵   | ۱۹۸۵ | پرتغال       | پیست اتومبیل‌رانی اشتوریل                   | ۱  | ۱:۰۲٫۹۷۸ | لوتوس  | رنو   | ۹۷تی      | [ ۲۱ ] [ ۲۲ ] |
| ۲     | ۲۸     | ۱۵ سپتامبر ۱۹۸۵ | ۱۹۸۵ | بلژیک        | پیست اسپا-فرانکورشان                       | ۲  | ۰:۲۸٫۴۲۲ | لوتوس  | رنو   | ۹۷تی      | [ ۲۳ ]        |
| ۳     | ۳۳     | ۱۳ آوریل ۱۹۸۶   | ۱۹۸۶ | اسپانیا      | پیست خرز                                   | ۱  | ۰:۰۰٫۰۱۴ | لوتوس  | رنو   | ۹۸تی      | [ ۲۴ ]        |
| ۴     | ۳۸     | ۲۲ ژوئن ۱۹۸۶    | ۱۹۸۶ | دیترویت      | پیست خیابانی دیترویت                       | ۱  | ۰:۳۱٫۰۱۷ | لوتوس  | رنو   | ۹۸تی      | [ ۲۵ ]        |
| ۵     | ۵۱     | ۳۱ مه ۱۹۸۷      | ۱۹۸۷ | موناکو       | پیست موناکو                                | ۲  | ۰:۳۳٫۲۱۲ | لوتوس  | هوندا | ۹۹تی      | [ ۲۶ ]        |
| ۶     | ۵۲     | ۲۱ ژوئن ۱۹۸۷    | ۱۹۸۷ | دیترویت      | پیست خیابانی دیترویت                       | ۲  | ۰:۳۳٫۸۱۹ | لوتوس  | هوندا | ۹۹تی      | [ ۲۷ ]        |
| ۷     | ۶۵     | ۱ مه ۱۹۸۸       | ۱۹۸۸ | سان مارینو   | پیست اتومبیل‌رانی بین‌المللی انزو دینو فراری | ۱  | ۰:۰۲٫۳۳۴ | مک‌لارن | هوندا | ام‌پی۴/۴   | [ ۲۸ ]        |
| ۸     | ۶۸     | ۱۲ ژوئن ۱۹۸۸    | ۱۹۸۸ | کانادا       | پیست ژیل ویلنوو                            | ۱  | ۰:۰۵٫۹۳۴ | مک‌لارن | هوندا | ام‌پی۴/۴   | [ ۲۹ ]        |
| ۹     | ۶۹     | ۱۹ ژوئن ۱۹۸۸    | ۱۹۸۸ | دیترویت      | پیست خیابانی دیترویت                       | ۱  | ۰:۳۸٫۷۱۳ | مک‌لارن | هوندا | ام‌پی۴/۴   | [ ۳۰ ]        |
| ۱۰    | ۷۱     | ۱۰ ژوئیه ۱۹۸۸   | ۱۹۸۸ | بریتانیا     | پیست سیلورستون                             | ۳  | ۰:۲۳٫۳۴۴ | مک‌لارن | هوندا | ام‌پی۴/۴   | [ ۳۱ ]        |
| ۱۱    | ۷۲     | ۲۴ ژوئیه ۱۹۸۸   | ۱۹۸۸ | آلمان        | هوکنهایمرینگ                               | ۱  | ۰:۱۳٫۶۰۹ | مک‌لارن | هوندا | ام‌پی۴/۴   | [ ۳۲ ]        |
| ۱۲    | ۷۳     | ۷ اوت ۱۹۸۸      | ۱۹۸۸ | مجارستان     | هونگارورینگ                                | ۱  | ۰:۰۰٫۵۲۹ | مک‌لارن | هوندا | ام‌پی۴/۴   | [ ۳۳ ]        |
| ۱۳    | ۷۴     | ۲۸ اوت ۱۹۸۸     | ۱۹۸۸ | بلژیک        | پیست اسپا-فرانکورشان                       | ۱  | ۰:۳۰٫۴۷۰ | مک‌لارن | هوندا | ام‌پی۴/۴   | [ ۳۴ ]        |
| ۱۴    | ۷۸     | ۳۰ اکتبر ۱۹۸۸   | ۱۹۸۸ | ژاپن         | پیست سوزوکا                                | ۱  | ۰:۱۳٫۳۶۳ | مک‌لارن | هوندا | ام‌پی۴/۴   | [ ۳۵ ]        |
| ۱۵    | ۸۱     | ۲۳ آوریل ۱۹۸۹   | ۱۹۸۹ | سان مارینو   | پیست اتومبیل‌رانی بین‌المللی انزو دینو فراری | ۱  | ۰:۴۰٫۲۲۵ | مک‌لارن | هوندا | ام‌پی۴/۵   | [ ۳۶ ]        |
| ۱۶    | ۸۲     | ۷ مه ۱۹۸۹       | ۱۹۸۹ | موناکو       | پیست موناکو                                | ۱  | ۰:۵۲٫۵۲۹ | مک‌لارن | هوندا | ام‌پی۴/۵   | [ ۳۷ ]        |
| ۱۷    | ۸۳     | ۲۸ مه ۱۹۸۹      | ۱۹۸۹ | مکزیک        | پیست هرمانوس رودریگز                       | ۱  | ۰:۱۵٫۵۶۰ | مک‌لارن | هوندا | ام‌پی۴/۵   | [ ۳۸ ]        |
| ۱۸    | ۸۸     | ۳۰ ژوئیه ۱۹۸۹   | ۱۹۸۹ | آلمان        | هوکنهایمرینگ                               | ۱  | ۰:۱۵٫۵۶۰ | مک‌لارن | هوندا | ام‌پی۴/۵   | [ ۳۹ ]        |
| ۱۹    | ۹۰     | ۲۷ اوت ۱۹۸۹     | ۱۹۸۹ | بلژیک        | پیست اسپا-فرانکورشان                       | ۱  | ۰:۰۱٫۳۰۴ | مک‌لارن | هوندا | ام‌پی۴/۵   | [ ۴۰ ]        |
| ۲۰    | ۹۳     | ۱ اکتبر ۱۹۸۹    | ۱۹۸۹ | اسپانیا      | پیست خرز                                   | ۱  | ۰:۲۷٫۰۵۱ | مک‌لارن | هوندا | ام‌پی۴/۵   | [ ۴۱ ]        |
| ۲۱    | ۹۶     | ۱۱ مارس ۱۹۹۰    | ۱۹۹۰ | ایالات متحده | پیست خیابانی فینیکس                        | ۵  | ۰:۰۸٫۶۸۵ | مک‌لارن | هوندا | ام‌پی۴/۵بی | [ ۴۲ ]        |
| ۲۲    | ۹۹     | ۲۷ مه ۱۹۹۰      | ۱۹۹۰ | موناکو       | پیست موناکو                                | ۱  | ۰:۰۱٫۰۸۷ | مک‌لارن | هوندا | ام‌پی۴/۵بی | [ ۴۳ ]        |
| ۲۳    | ۱۰۰    | ۱۰ ژوئن ۱۹۹۰    | ۱۹۹۰ | کانادا       | پیست ژیل ویلنوو                            | ۱  | ۰:۱۰٫۴۹۷ | مک‌لارن | هوندا | ام‌پی۴/۵بی | [ ۴۴ ]        |
| ۲۴    | ۱۰۴    | ۲۹ ژوئیه ۱۹۹۰   | ۱۹۹۰ | آلمان        | هوکنهایمرینگ                               | ۱  | ۰:۰۶٫۵۲۰ | مک‌لارن | هوندا | ام‌پی۴/۵بی | [ ۴۵ ]        |
| ۲۵    | ۱۰۶    | ۲۶ اوت ۱۹۹۰     | ۱۹۹۰ | بلژیک        | پیست اسپا-فرانکورشان                       | ۱  | ۰:۰۳٫۵۵۰ | مک‌لارن | هوندا | ام‌پی۴/۵بی | [ ۴۶ ]        |
| ۲۶    | ۱۰۷    | ۹ سپتامبر ۱۹۹۰  | ۱۹۹۰ | ایتالیا      | پیست ناتزیوناله مونتزا                     | ۱  | ۰:۰۶٫۰۵۴ | مک‌لارن | هوندا | ام‌پی۴/۵بی | [ ۴۷ ]        |
| ۲۷    | ۱۱۲    | ۱۰ مارس ۱۹۹۱    | ۱۹۹۱ | ایالات متحده | پیست خیابانی فینیکس                        | ۱  | ۰:۱۶٫۳۲۲ | مک‌لارن | هوندا | ام‌پی۴/۶   | [ ۴۸ ]        |
| ۲۸    | ۱۱۳    | ۲۴ مارس ۱۹۹۱    | ۱۹۹۱ | برزیل        | پیست ژوزه کارلوس پیس                       | ۱  | ۰:۰۲٫۹۹۱ | مک‌لارن | هوندا | ام‌پی۴/۶   | [ ۴۹ ]        |
| ۲۹    | ۱۱۴    | ۲۸ آوریل ۱۹۹۱   | ۱۹۹۱ | سان مارینو   | پیست اتومبیل‌رانی بین‌المللی انزو دینو فراری | ۱  | ۰:۰۱٫۶۷۵ | مک‌لارن | هوندا | ام‌پی۴/۶   | [ ۵۰ ]        |
| ۳۰    | ۱۱۵    | ۱۲ مه ۱۹۹۱      | ۱۹۹۱ | موناکو       | پیست موناکو                                | ۱  | ۰:۱۸٫۳۴۸ | مک‌لارن | هوندا | ام‌پی۴/۶   | [ ۵۱ ]        |
| ۳۱    | ۱۲۱    | ۱۱ اوت ۱۹۹۱     | ۱۹۹۱ | مجارستان     | هونگارورینگ                                | ۱  | ۰:۰۴٫۵۹۹ | مک‌لارن | هوندا | ام‌پی۴/۶   | [ ۵۲ ]        |
| ۳۲    | ۱۲۲    | ۲۵ اوت ۱۹۹۱     | ۱۹۹۱ | بلژیک        | پیست اسپا-فرانکورشان                       | ۱  | ۰:۰۱٫۹۰۱ | مک‌لارن | هوندا | ام‌پی۴/۶   | [ ۵۳ ]        |
| ۳۳    | ۱۲۷    | ۳ نوامبر ۱۹۹۱   | ۱۹۹۱ | استرالیا     | پیست خیابانی آدلاید                        | ۱  | ۰:۰۱٫۲۵۹ | مک‌لارن | هوندا | ام‌پی۴/۶   | [ ۵۴ ]        |
| ۳۴    | ۱۳۳    | ۳۱ مه ۱۹۹۲      | ۱۹۹۲ | موناکو       | پیست موناکو                                | ۳  | ۰:۰۰٫۲۱۵ | مک‌لارن | هوندا | ام‌پی۴/۷ای | [ ۵۵ ]        |
| ۳۵    | ۱۳۸    | ۱۶ اوت ۱۹۹۲     | ۱۹۹۲ | مجارستان     | هونگارورینگ                                | ۳  | ۰:۴۰٫۱۳۹ | مک‌لارن | هوندا | ام‌پی۴/۷ای | [ ۵۶ ]        |
| ۳۶    | ۱۴۰    | ۱۳ سپتامبر ۱۹۹۲ | ۱۹۹۲ | ایتالیا      | پیست ناتزیوناله مونتزا                     | ۲  | ۰:۱۷٫۰۵۰ | مک‌لارن | هوندا | ام‌پی۴/۷ای | [ ۵۷ ]        |
| ۳۷    | ۱۴۵    | ۲۸ مارس ۱۹۹۳    | ۱۹۹۳ | برزیل        | پیست ژوزه کارلوس پیس                       | ۳  | ۰:۱۶٫۶۲۵ | مک‌لارن | فورد  | ام‌پی۴/۸   | [ ۵۸ ]        |
| ۳۸    | ۱۴۶    | ۱۱ آوریل ۱۹۹۳   | ۱۹۹۳ | اروپا        | دونینگتون پارک                             | ۴  | ۱:۲۳٫۱۹۹ | مک‌لارن | فورد  | ام‌پی۴/۸   | [ ۵۹ ]        |
| ۳۹    | ۱۴۹    | ۲۳ مه ۱۹۹۳      | ۱۹۹۳ | موناکو       | پیست موناکو                                | ۳  | ۰:۵۲٫۱۱۸ | مک‌لارن | فورد  | ام‌پی۴/۸   | [ ۶۰ ]        |
| ۴۰    | ۱۵۸    | ۲۴ اکتبر ۱۹۹۳   | ۱۹۹۳ | ژاپن         | پیست سوزوکا                                | ۲  | ۰:۱۱٫۴۳۵ | مک‌لارن | فورد  | ام‌پی۴/۸   | [ ۶۱ ]        |
| ۴۱    | ۱۵۹    | ۷ نوامبر ۱۹۹۳   | ۱۹۹۳ | استرالیا     | پیست خیابانی آدلاید                        | ۱  | ۰:۰۹٫۲۵۹ | مک‌لارن | فورد  | ام‌پی۴/۸   | [ ۶۲ ]        |

## تعداد پیروزی‌ها در گراند پری‌های متفاوت

آیرتون سنا در طول دوران فعالیتش ۴۱ پیروزی را با لوتوس و مک‌لارن کسب کرد.

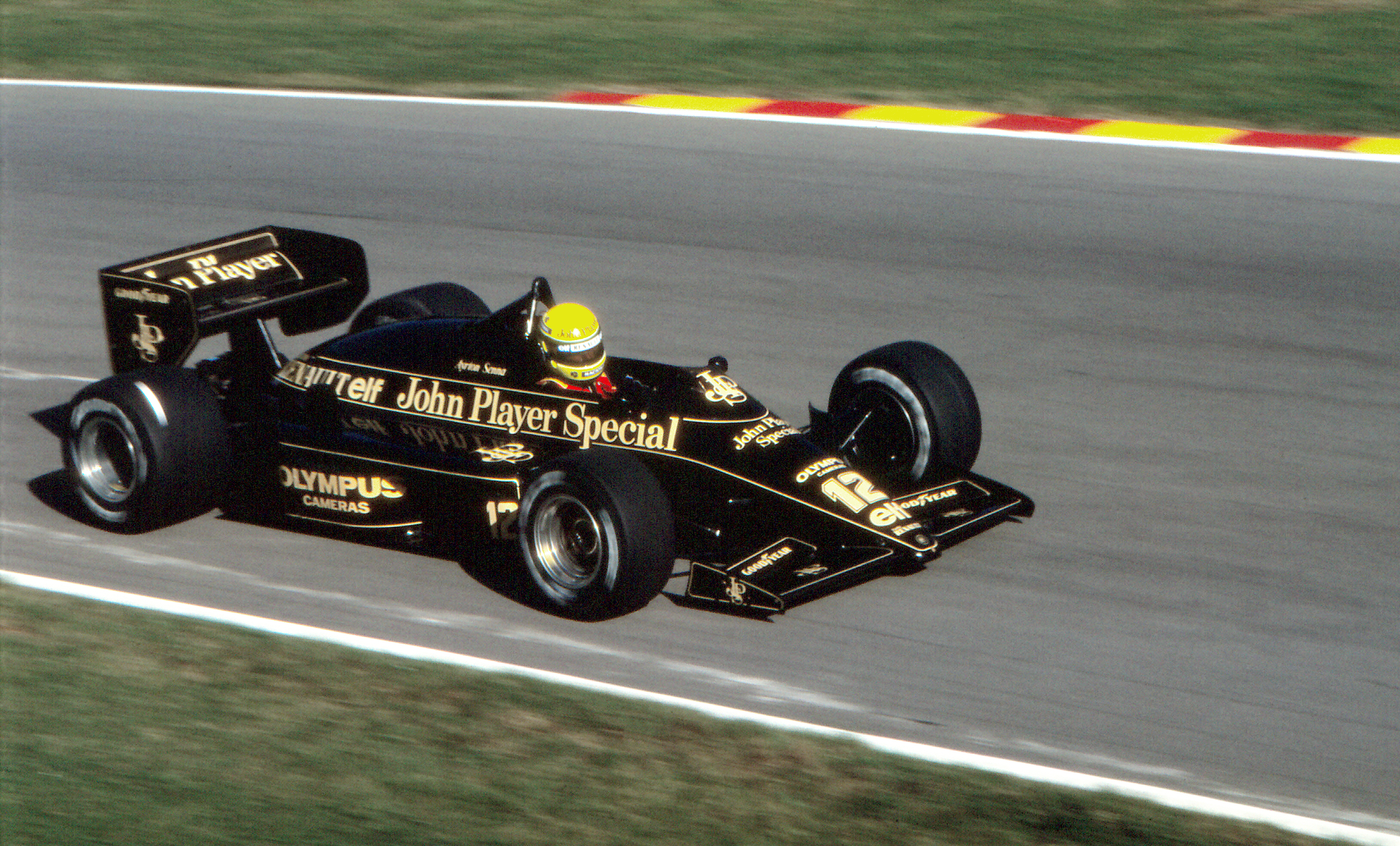
سنا در حال مسابقه دادن برای لوتوس در فصل

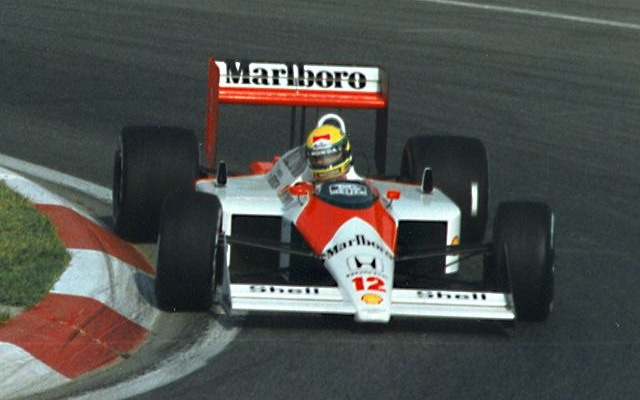
سنا در شرف دستیابی به پیروزی برای مک‌لارن در جایزه بزرگ کانادا ۱۹۸۸

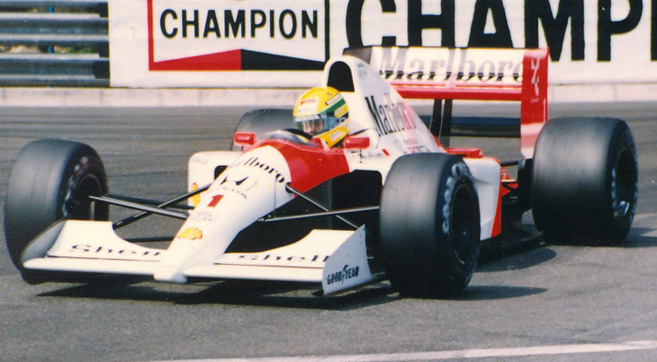
سنا برای شش بار، از جمله در سال ۱۹۹۱ موفق شد پیروز مسابقهٔ جایزه بزرگ موناکو شود.

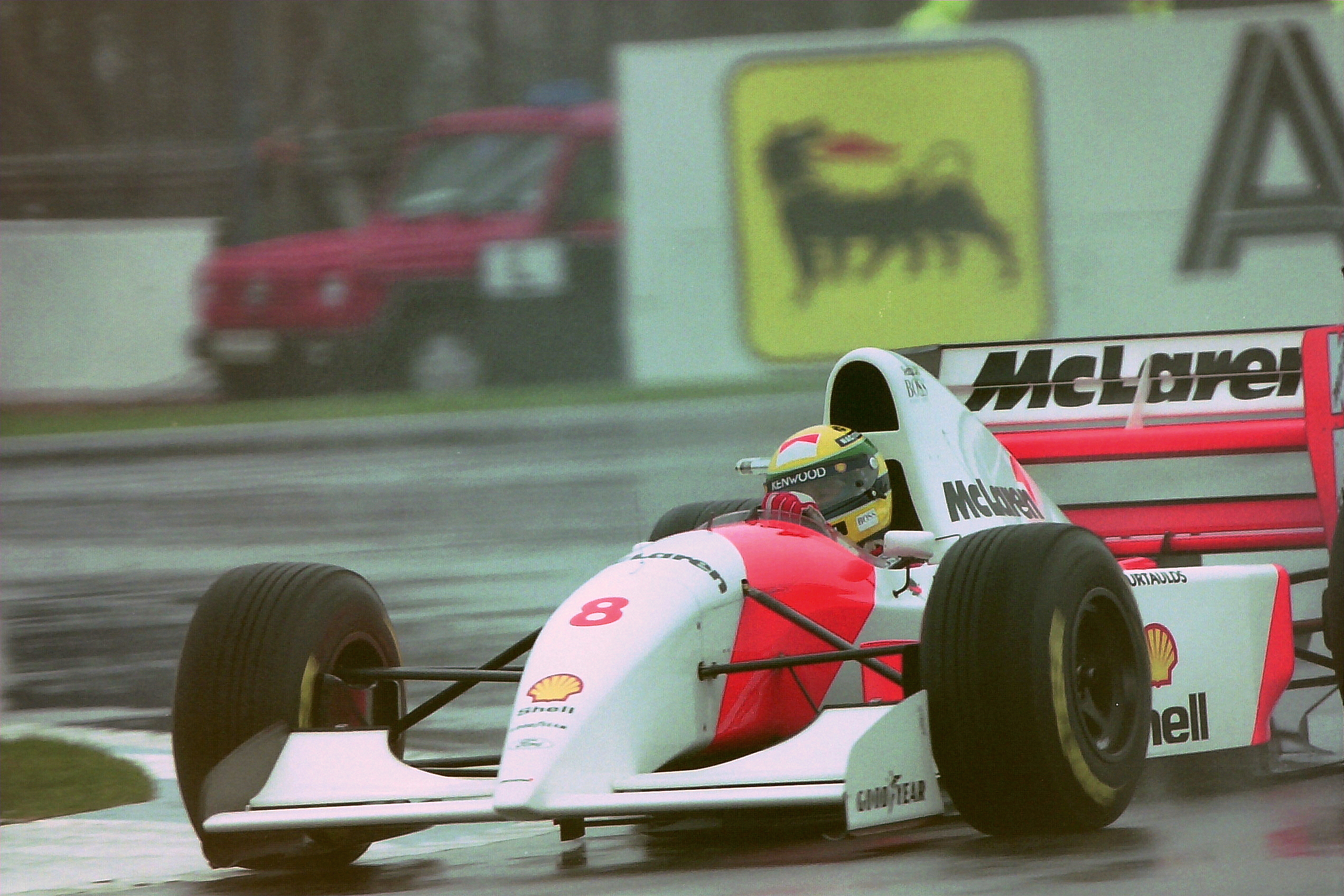
سنا در شرایط متغیر برندهٔ مسابقهٔ جایزه بزرگ اروپا ۱۹۹۳ شد و بیشترین تفاضل زمانی برای پیروزی در طول دوران حرفه‌ای خود را کسب کرد.

| شماره                                    | گراند پری                                | سال‌های پیروزی                            | پیروزی‌ها |
| ---------------------------------------- | ---------------------------------------- | ---------------------------------------- | -------- |
| ۱                                        | جایزه بزرگ موناکو                        | ۱۹۸۷، ۱۹۸۹، ۱۹۹۰، ۱۹۹۱، ۱۹۹۲، ۱۹۹۳       | ۶        |
| ۲                                        | جایزه بزرگ بلژیک                         | ۱۹۸۵، ۱۹۸۸، ۱۹۸۹، ۱۹۹۰، ۱۹۹۱             | ۵        |
| ۳                                        | جایزه بزرگ دیترویت                       | ۱۹۸۶، ۱۹۸۷، ۱۹۸۸                         | ۳        |
| ۴                                        | جایزه بزرگ آلمان                         | ۱۹۸۸، ۱۹۸۹، ۱۹۹۰                         | ۳        |
| ۵                                        | جایزه بزرگ سان مارینو                    | ۱۹۸۸، ۱۹۸۹، ۱۹۹۱                         | ۳        |
| ۶                                        | جایزه بزرگ مجارستان                      | ۱۹۸۸، ۱۹۹۱، ۱۹۹۲                         | ۳        |
| ۷                                        | جایزه بزرگ اسپانیا                       | ۱۹۸۶، ۱۹۸۹                               | ۲        |
| ۸                                        | جایزه بزرگ کانادا                        | ۱۹۸۸، ۱۹۹۰                               | ۲        |
| ۹                                        | جایزه بزرگ ایالات متحده                  | ۱۹۹۰، ۱۹۹۱                               | ۲        |
| ۱۰                                       | جایزه بزرگ ایتالیا                       | ۱۹۹۰، ۱۹۹۲                               | ۲        |
| ۱۱                                       | جایزه بزرگ برزیل                         | ۱۹۹۱، ۱۹۹۳                               | ۲        |
| ۱۲                                       | جایزه بزرگ ژاپن                          | ۱۹۸۸، ۱۹۹۳                               | ۲        |
| ۱۳                                       | جایزه بزرگ استرالیا                      | ۱۹۹۱، ۱۹۹۳                               | ۲        |
| ۱۴                                       | جایزه بزرگ پرتغال                        | ۱۹۸۵                                     | ۱        |
| ۱۵                                       | جایزه بزرگ بریتانیا                      | ۱۹۸۸                                     | ۱        |
| ۱۶                                       | جایزه بزرگ مکزیک                         | ۱۹۸۹                                     | ۱        |
| ۱۷                                       | جایزه بزرگ اروپا                         | ۱۹۹۳                                     | ۱        |
| تعداد کل پیروزی‌ها در مسابقات جایزه بزرگ: | تعداد کل پیروزی‌ها در مسابقات جایزه بزرگ: | تعداد کل پیروزی‌ها در مسابقات جایزه بزرگ: | ۴۱       |

## تعداد پیروزی‌ها در پیست‌های مختلف
| شماره                                    | پیست                                       | سال‌های پیروزی                            | پیروزی‌ها |
| ---------------------------------------- | ------------------------------------------ | ---------------------------------------- | -------- |
| ۱                                        | پیست موناکو                                | ۱۹۸۷، ۱۹۸۹، ۱۹۹۰، ۱۹۹۱، ۱۹۹۲، ۱۹۹۳       | ۶        |
| ۲                                        | پیست اسپا-فرانکورشان                       | ۱۹۸۵، ۱۹۸۸، ۱۹۸۹، ۱۹۹۰، ۱۹۹۱             | ۵        |
| ۳                                        | پیست خیابانی دیترویت                       | ۱۹۸۶، ۱۹۸۷، ۱۹۸۸                         | ۳        |
| ۴                                        | هوکنهایمرینگ                               | ۱۹۸۸، ۱۹۸۹، ۱۹۹۰                         | ۳        |
| ۵                                        | پیست اتومبیل‌رانی بین‌المللی انزو دینو فراری | ۱۹۸۸، ۱۹۸۹، ۱۹۹۱                         | ۳        |
| ۶                                        | هونگارورینگ                                | ۱۹۸۸، ۱۹۹۱، ۱۹۹۲                         | ۳        |
| ۷                                        | پیست خرز                                   | ۱۹۸۶، ۱۹۸۹                               | ۲        |
| ۸                                        | پیست ژیل ویلنوو                            | ۱۹۸۸، ۱۹۹۰                               | ۲        |
| ۹                                        | پیست خیابانی فینیکس                        | ۱۹۹۰، ۱۹۹۱                               | ۲        |
| ۱۰                                       | پیست ناتزیوناله مونتزا                     | ۱۹۹۰، ۱۹۹۲                               | ۲        |
| ۱۱                                       | پیست ژوزه کارلوس پیس                       | ۱۹۹۱، ۱۹۹۳                               | ۲        |
| ۱۲                                       | پیست سوزوکا                                | ۱۹۸۸، ۱۹۹۳                               | ۲        |
| ۱۳                                       | پیست خیابانی آدلاید                        | ۱۹۹۱، ۱۹۹۳                               | ۲        |
| ۱۴                                       | پیست اتومبیل‌رانی اشتوریل                   | ۱۹۸۵                                     | ۱        |
| ۱۵                                       | پیست سیلورستون                             | ۱۹۸۸                                     | ۱        |
| ۱۶                                       | پیست هرمانوس رودریگز                       | ۱۹۸۹                                     | ۱        |
| ۱۷                                       | دونینگتون پارک                             | ۱۹۹۳                                     | ۱        |
| تعداد کل پیروزی‌ها در مسابقات جایزه بزرگ: | تعداد کل پیروزی‌ها در مسابقات جایزه بزرگ:   | تعداد کل پیروزی‌ها در مسابقات جایزه بزرگ: | ۴۱       |